# アルプス乙女
‘アルプス乙女’（アルプスおとめ、英: ‘Alps Otome’）は、日本の長野県で育成されたリンゴの栽培品種の一つである。‘ふじ’とリンゴ属の別種であるイヌリンゴ（ヒメリンゴ）の交雑に由来することが示唆されている。直径5センチメートル程度と小さく赤い果実をつけ、果肉には甘味酸味ともに多い。

## 特徴
自家不和合性に関わるS遺伝子型はS1S9である。中生性であり、収穫期は長野県で9月中旬以降、青森で10月中旬。
果実は直径5センチメートル、重さ25–60グラム程度、長円形。皮は濃赤色に着色し、光沢がある。皮にはやや渋みがある。果肉は硬く、糖度が高いが、酸味もあり、食味が濃厚。

## 利用
2021年時点で栽培面積は約7ヘクタール、長野県、青森県、北海道で栽培されている。お祭りなどの屋台のりんご飴に使用されることが多い。全日空機の機内食に取り上げられたことでも話題になった。

## 歴史
‘ふじ’と‘紅玉’を混植していた、長野県松本市にある波多腰邦男の農園において、発見された。そのため、‘ふじ’と‘紅玉’の交雑による偶発実生に由来と考えられていた。しかし、近年DNAフィンガープリント法による鑑定の結果、‘ふじ’とリンゴ属の別種であるイヌリンゴ（ヒメリンゴ）の交雑に由来する可能性が高いことが報告されている。1968年に命名され、市場に出回るようになった。